# Lac de l'Oule
Pour les articles homonymes, voir Oule.
Le lac de l'Oule est un lac de barrage situé dans les Pyrénées françaises en vallée d'Aure, en Haute-Bigorre, dans le département des Hautes-Pyrénées.

## Toponymie
Avant la construction du barrage, l'espace était occupé par un plateau de pâturages, formé de laquettes. L'ensemble de ces estives étaient déjà appelées bassin de l'Oule.

## Géographie
Administrativement, il se trouve dans le territoire communal de Saint-Lary-Soulan, département des Hautes-Pyrénées, en région Occitanie.

### Topographie
À une altitude de 1 819 mètres, situé dans le massif du Néouvielle près de Vielle-Aure et Saint-Lary-Soulan, le lac de l'Oule surplombe la vallée de Couplan. Les bords du lac sont parsemés d'anciennes carrières qui ont servi à la construction du barrage. Au nord du lac, domine le pic de Bastan (2 715 mètres), le pic des Quatre Termes (2 724 mètres) et le pic Plat (2 559 mètres).

Sa rive nord est bordée par le GR 10 en direction du col de Portet (2 214 mètres).

### Hydrologie
Le lac est alimenté par un canal souterrain provenant du lac d'Orédon, et plus modestement par le ruisseau de Bastan provenant des lacs de Bastan, le ruisseau de Port Beilh, le ruisseau d'Estibère et le ruisseau de Sabourès, aussi appelé ruisseau de Merlan, chaîné en amont au ruisseau de Montarrouyet.
Un nouveau ruisseau découle du lac de l'Oule, avant de s'écouler dans la Neste de Couplan. Propriété de la SNCF, ses eaux sont turbinées à Eget Cité où l'électricité produite sert à alimenter le réseau électrique de la SNCF.

Sélection de vues du lac.
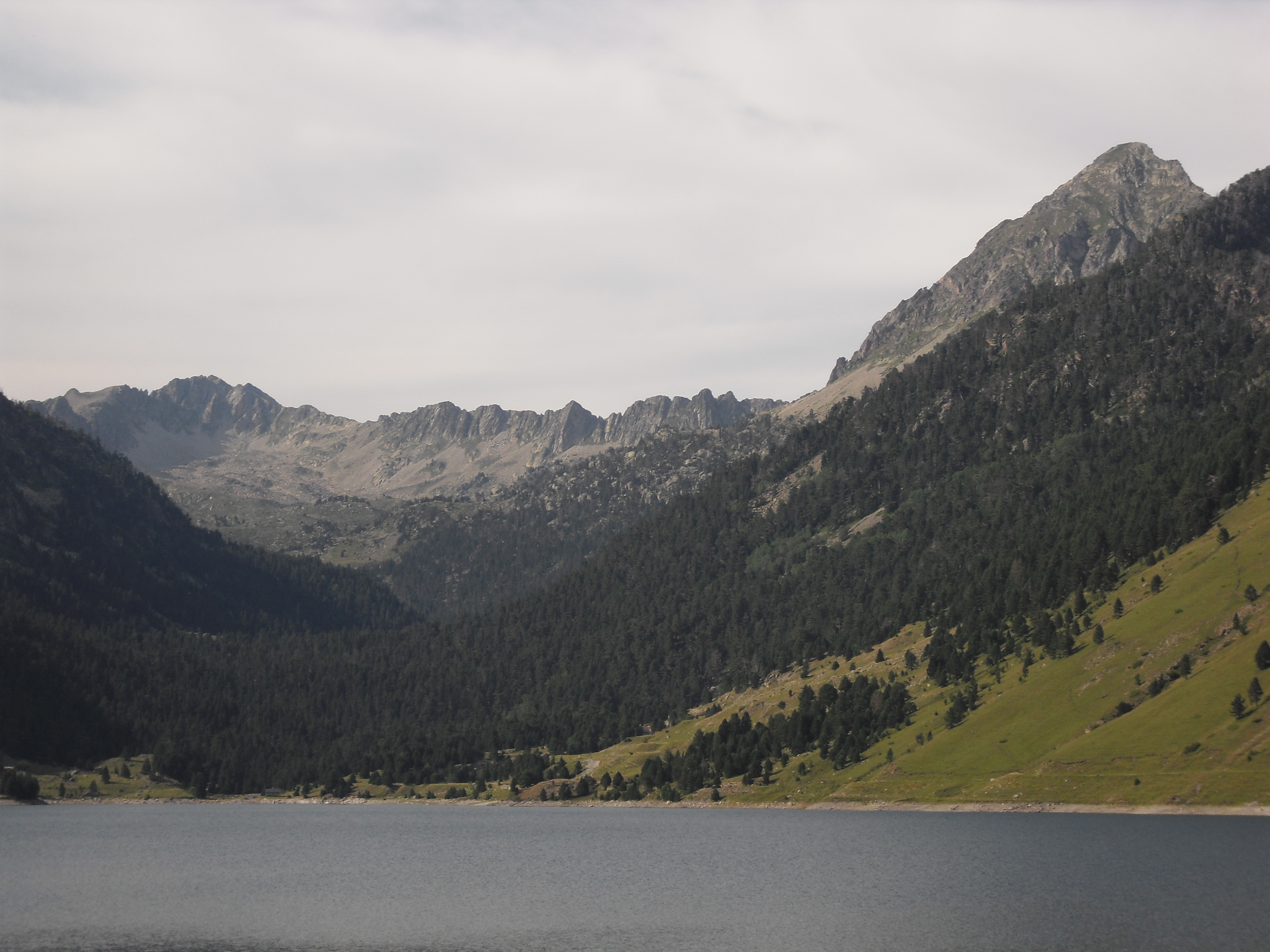
Lac de l'Oule, vue vers le nord-ouest.
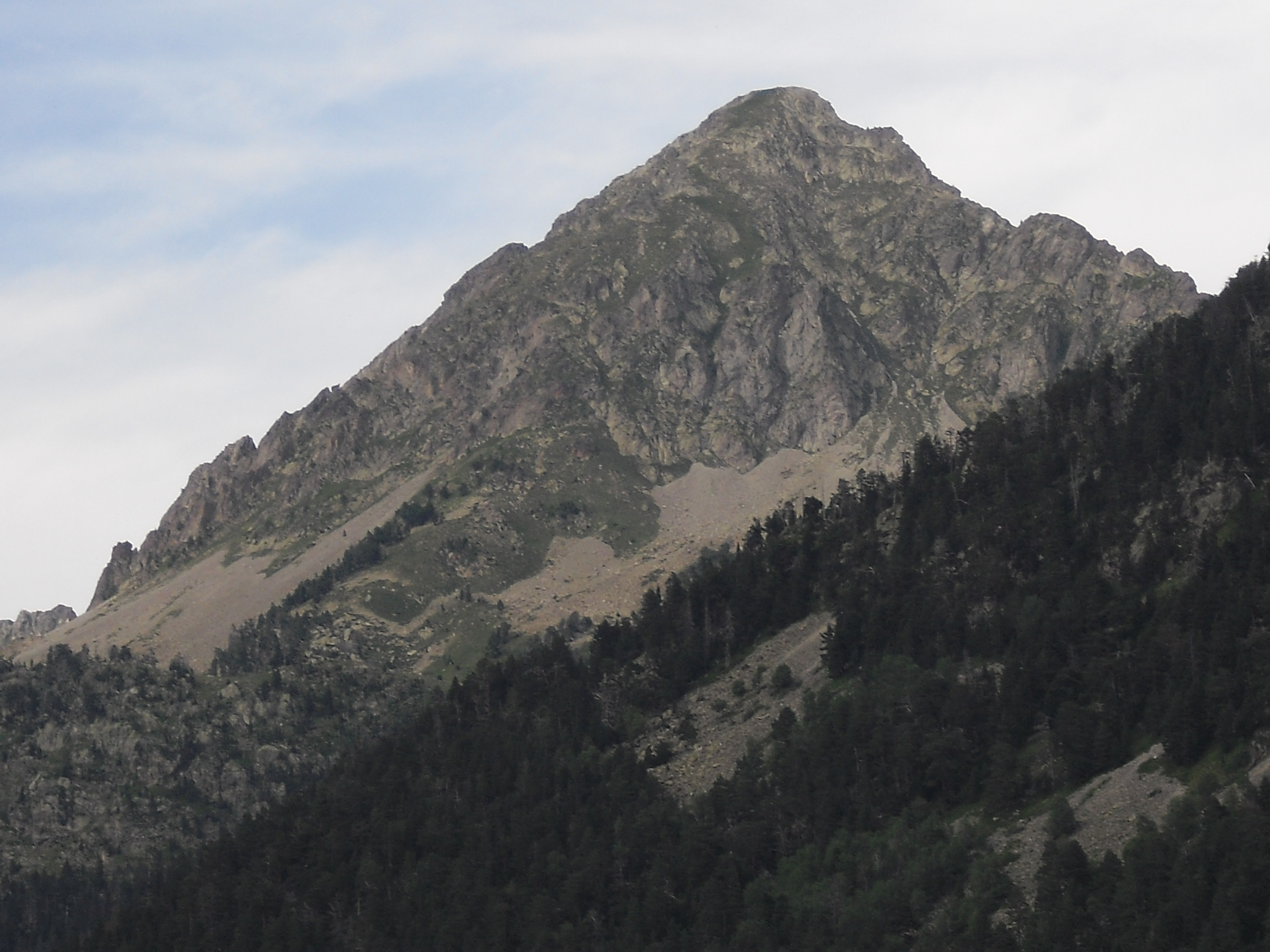
Pic de Bastan, depuis le lac de l'Oule.
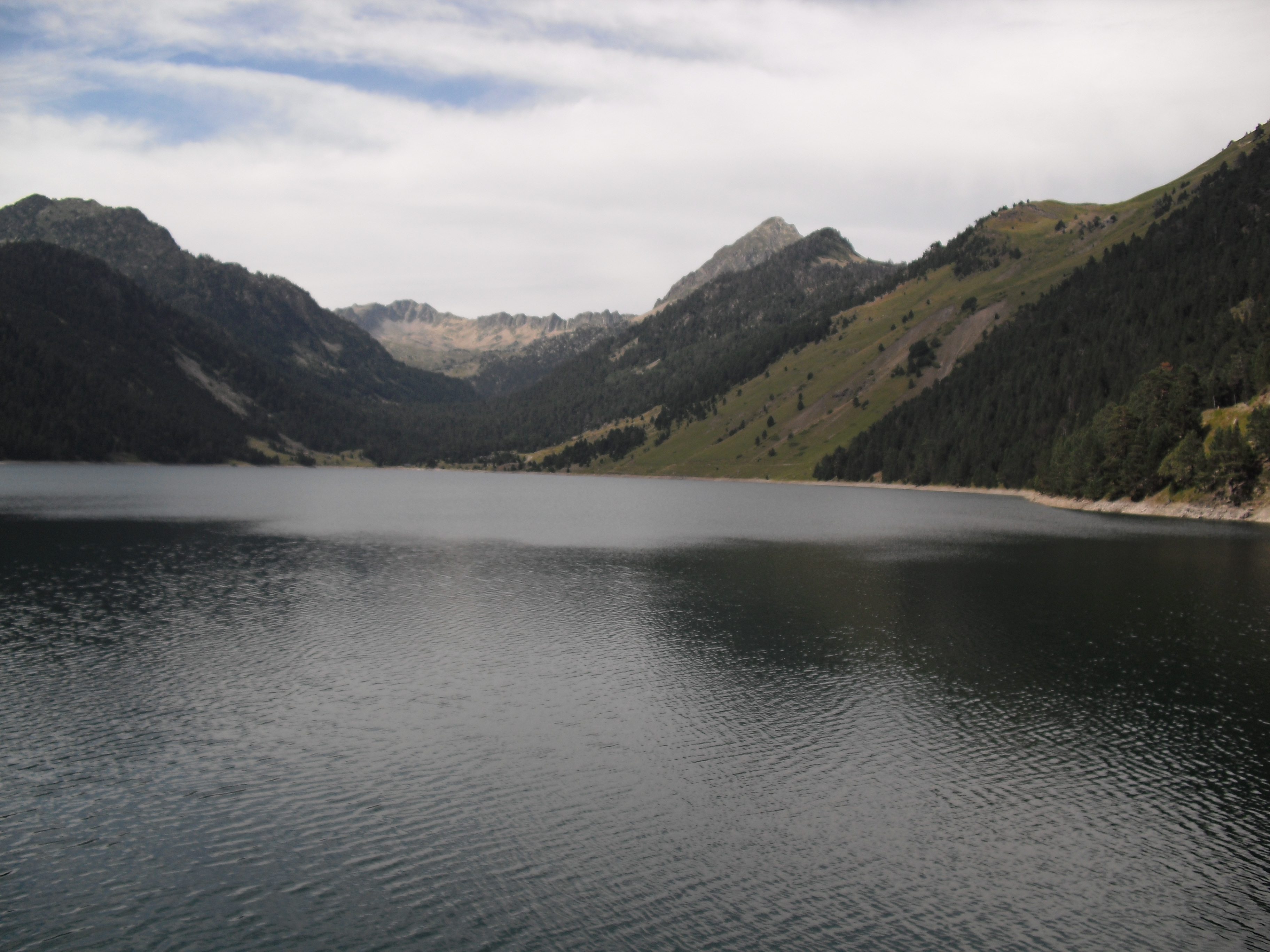
Lac de l'Oule, pic Plat à gauche, pic des Quatre Termes au fond, pic de Bastan à droite.
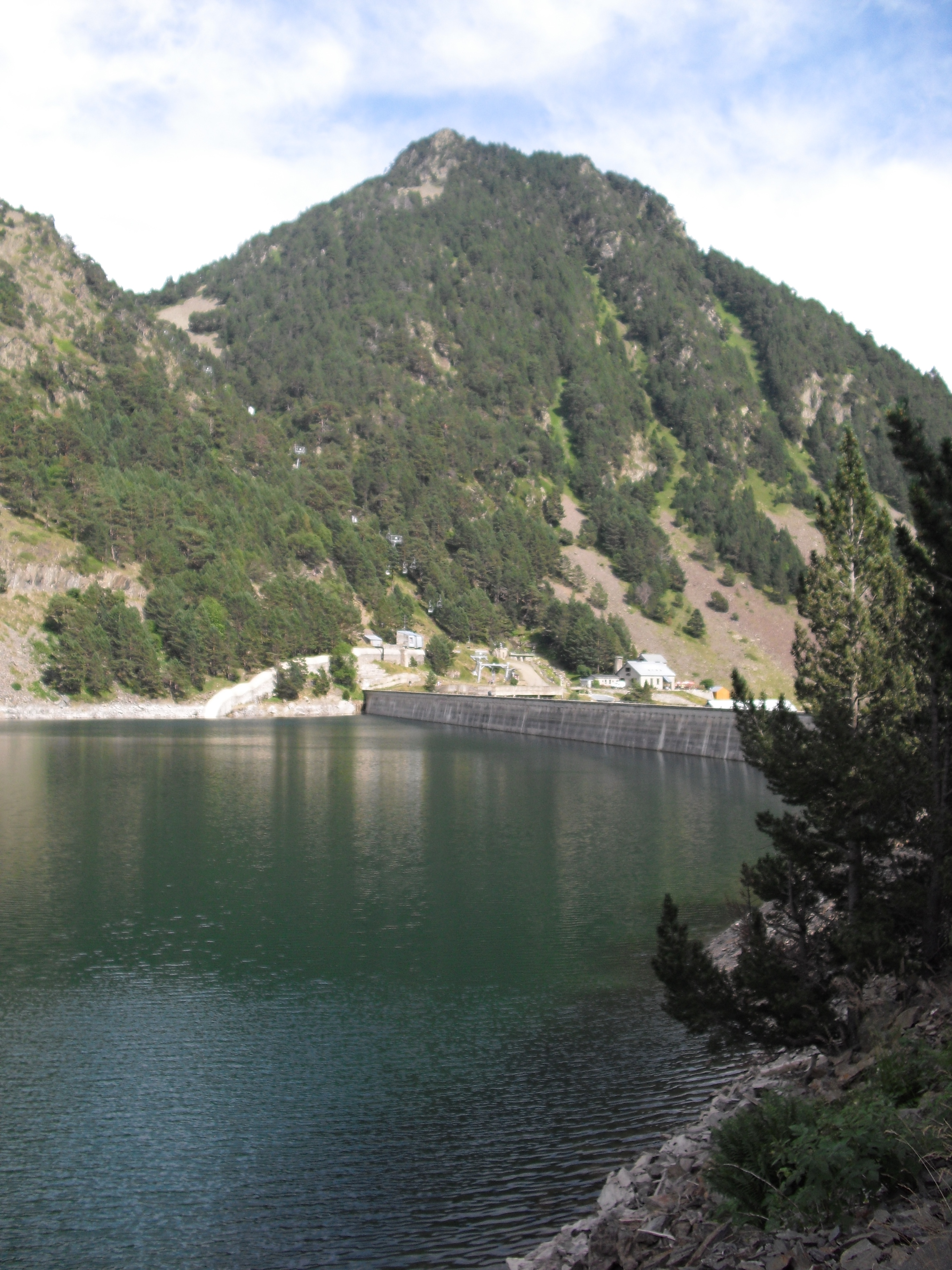
Barrage du lac de l'Oule, derrière,la crête de Pène Oussadet.
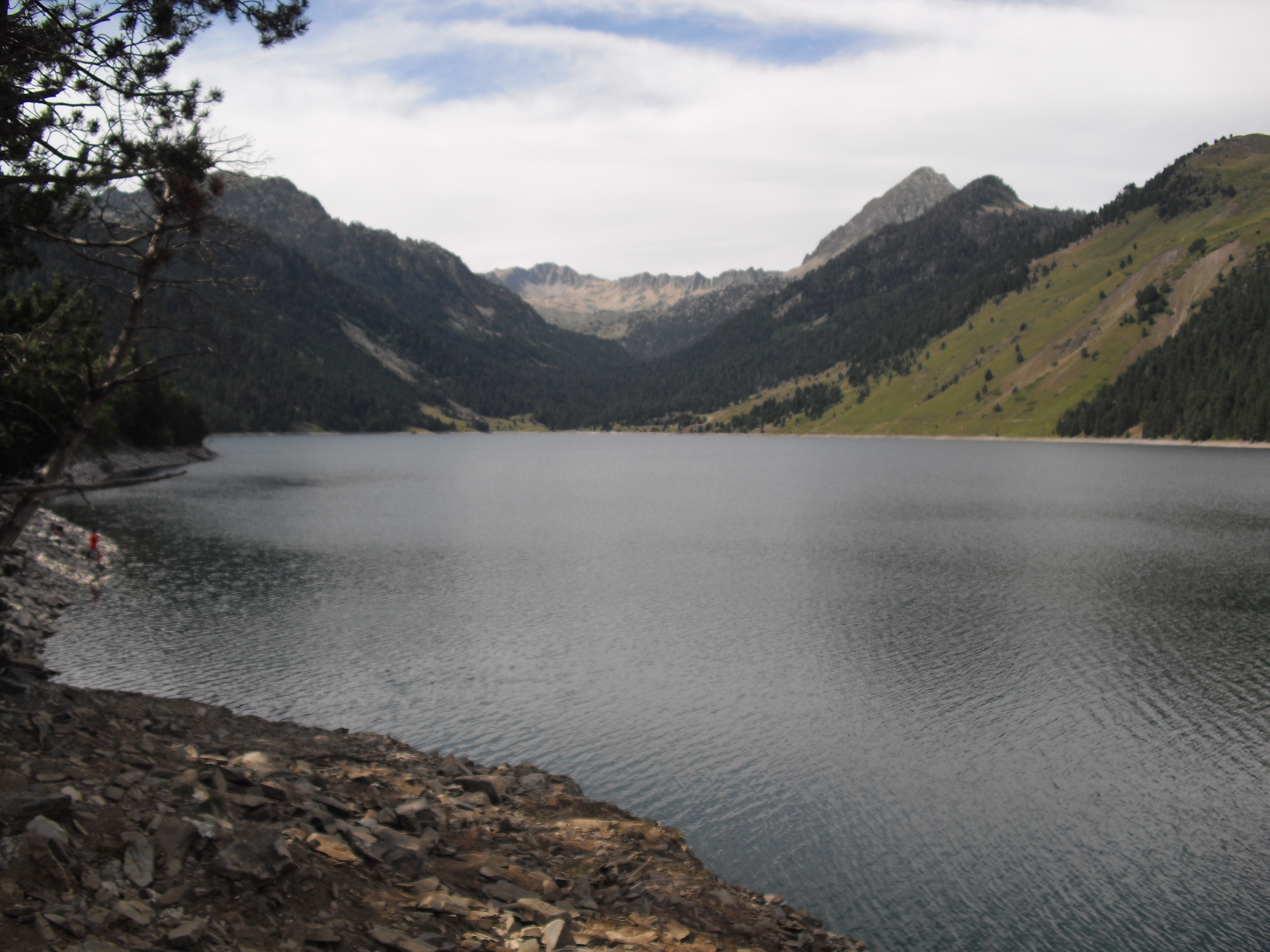
Lac de l'Oule depuis une berge à l'ouest.

## Histoire
Jusqu'au début du XXe siècle, le lac de l'Oule n'était qu'un petit plateau de pâturages traversé par quelques laquettes (petits lacs) d'origine glaciaire et fut transformé pour la compagnie des Chemins de Fer du Midi en lac artificiel. Une partie des eaux de celui-ci provient du lac d'Orédon. Le barrage du lac de l’Oule fut construit dans un premier temps entre 1914 et 1922 de manière à amasser les eaux du bassin de l'Oule et ravitailler la centrale hydroélectrique d'Eget. La construction fut interrompue en août 1914, avant de reprendre en 1918, employant plus 400 ouvriers. En 1909, des entrepreneurs avaient proposé un ouvrage en béton armé, mais  c’est à la technique de la maçonnerie, avec chape étanche en asphalte que le barrage fut terminé  en octobre 1922 : le réservoir avait une capacité de 6,5 millions de m3 sur 30 mètres de hauteur et 180 mètres de longueur. En 1950, une surélévation de 20 mètres en béton a permis de porter le réservoir à 16,61 millions de m3. En 1983, la Société hydroélectrique du Midi installa un groupe hydroélectrique au pied du barrage. Le gros œuvre du barrage est constitué de moellon, béton, granite et schiste.

## Environnement
Tout comme les autres lacs de la réserve du Néouvielle, le lac de l'Oule possède une riche biodiversité avec ses forêts de pins sylvestres et pins à crochets. La faune est riche en marmottes et isards et les sommets sont occupés par de nombreux rapaces, tels le gypaète barbu, le vautour fauve ou encore le milan royal. Les eaux du lac accueillent de même truites fario, Salmo trutta et ombles de fontaine, Salvelinus fontinalis.

Sélection de vues de la faune et flore du lac.
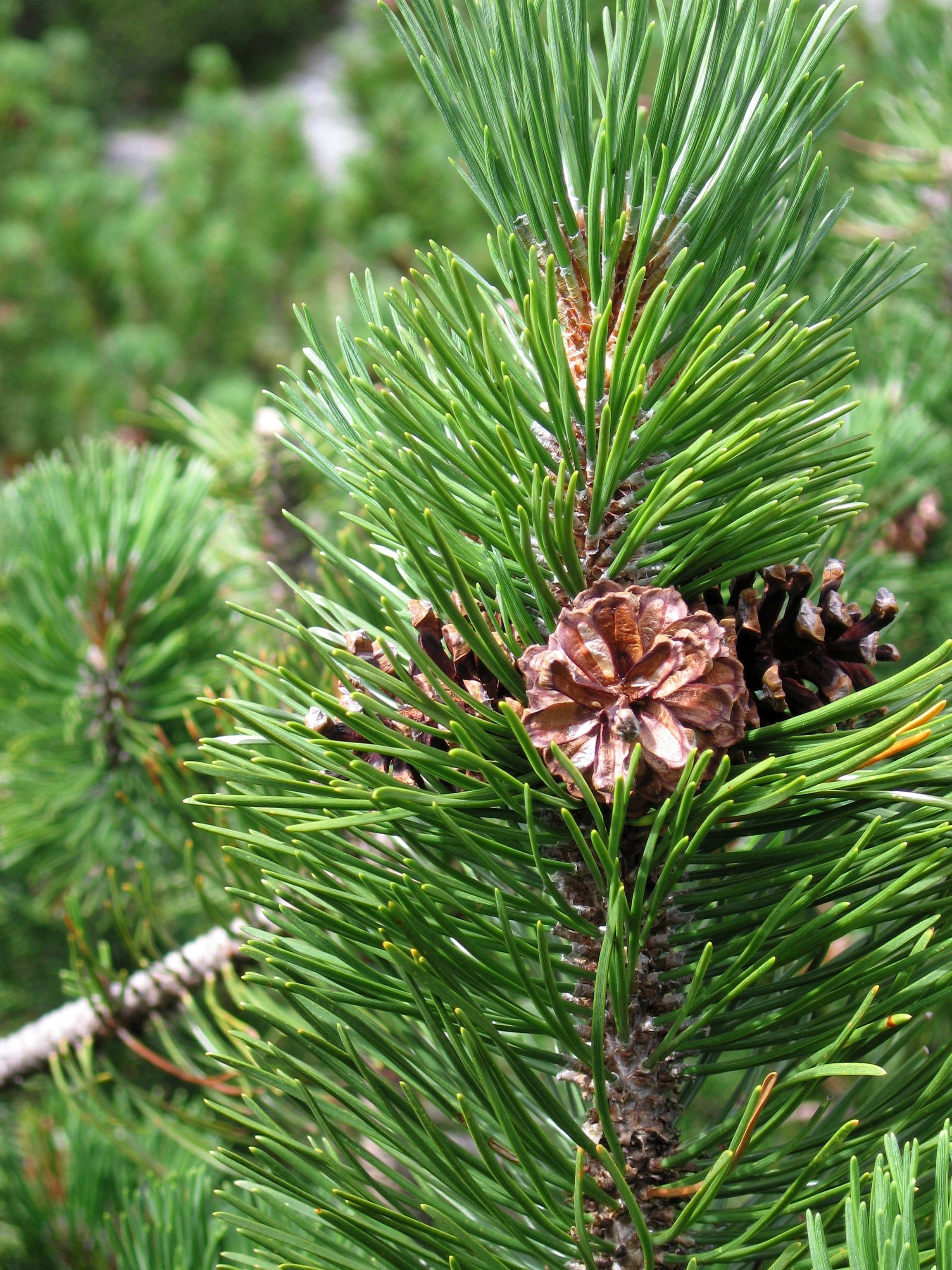
Pin à crochets, Pinus mugo.
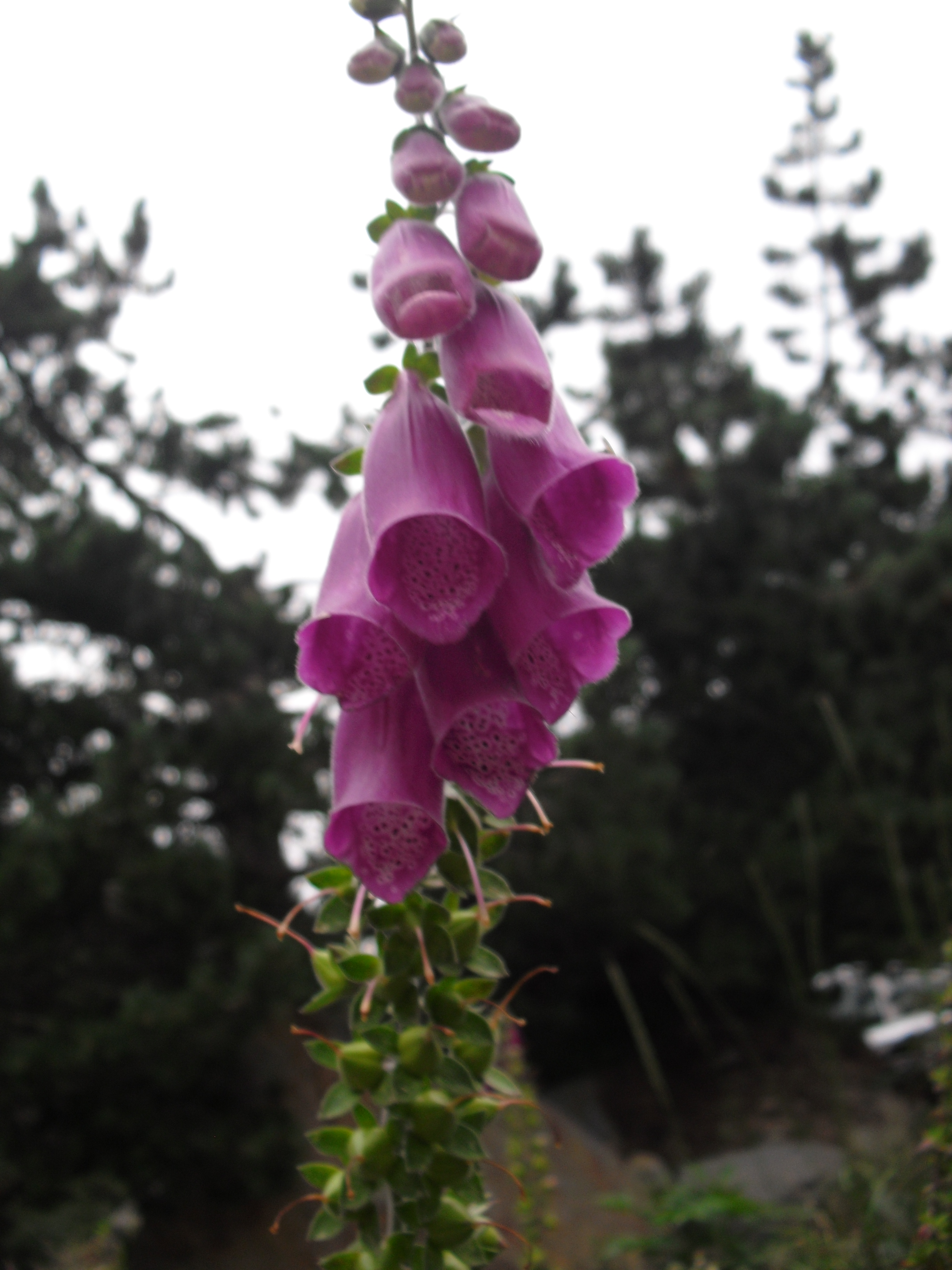
Digitale pourpre Digitalis purpurea.
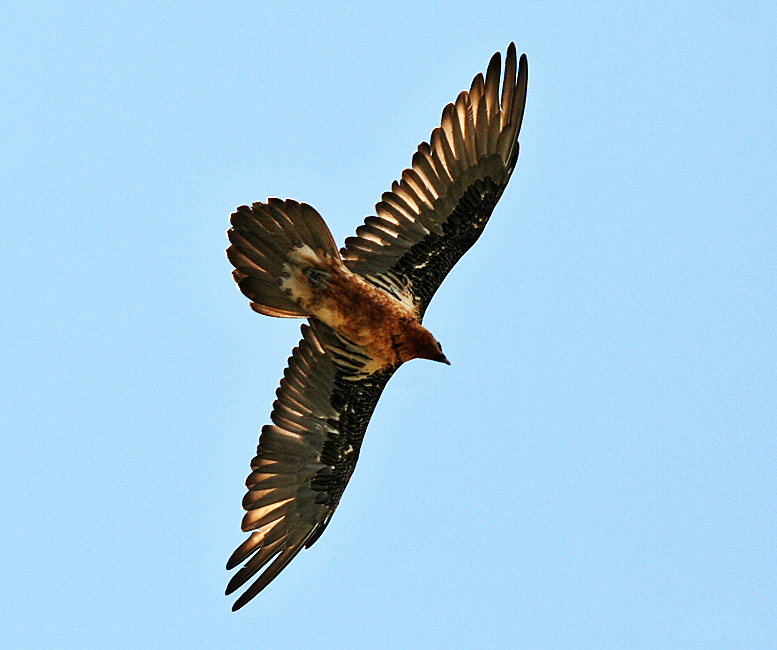
Gypaète barbu, Gypaetus barbatus, rapace des alentours du lac de l'Oule.
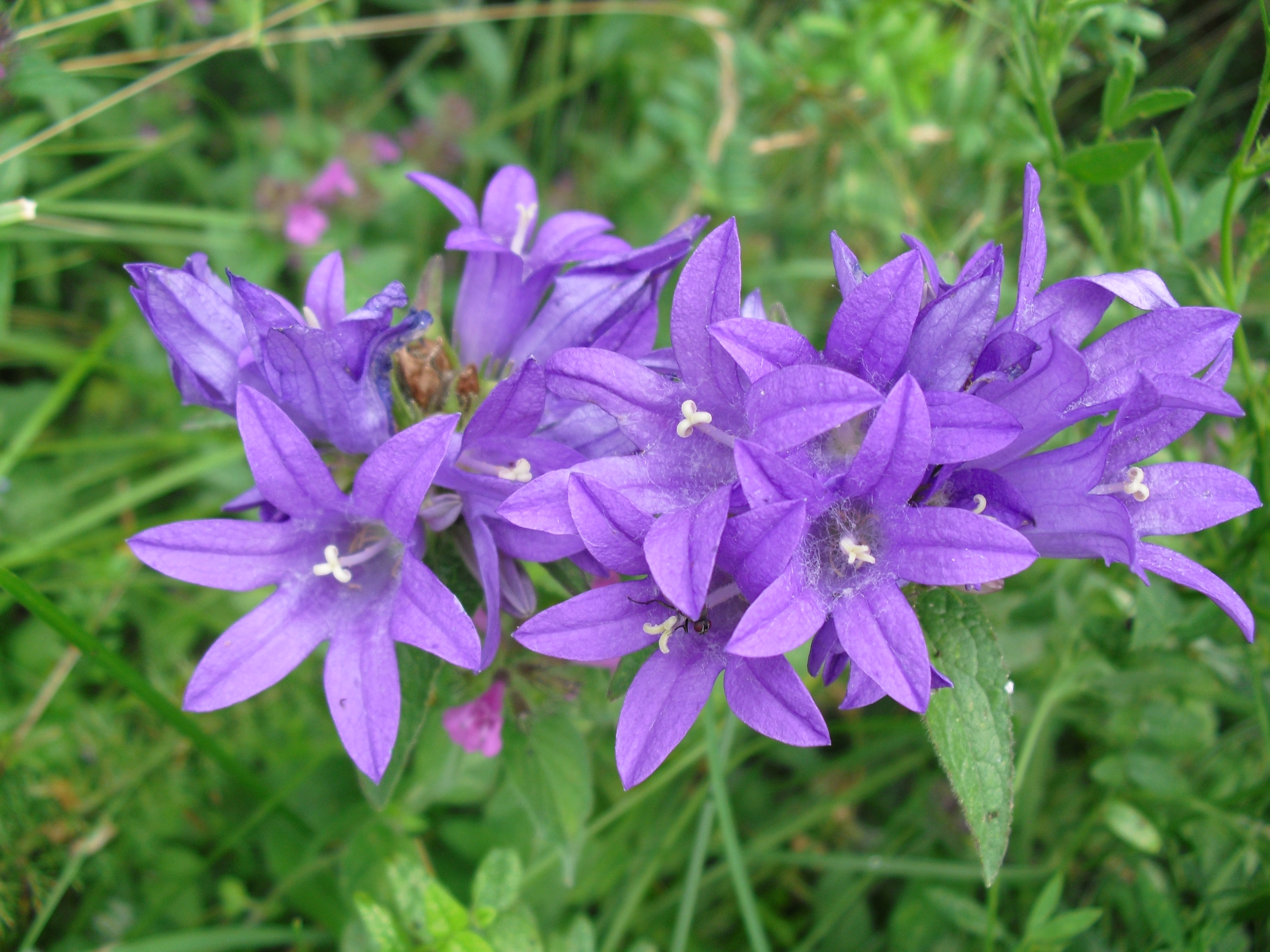
Campanule agglomérée, Campanula glomerata.
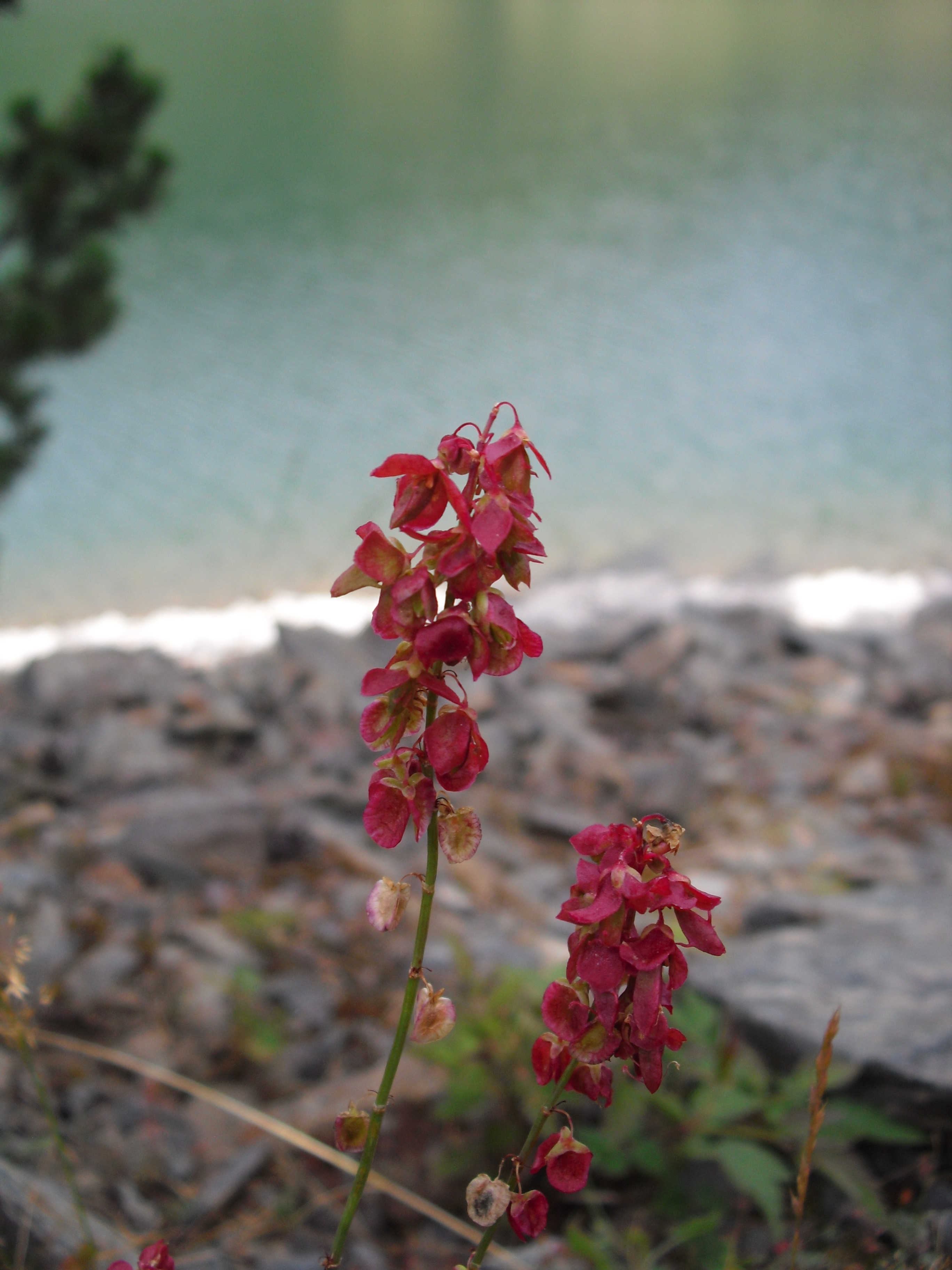
Fleur, à l’arrière plan, lac de l'Oule.
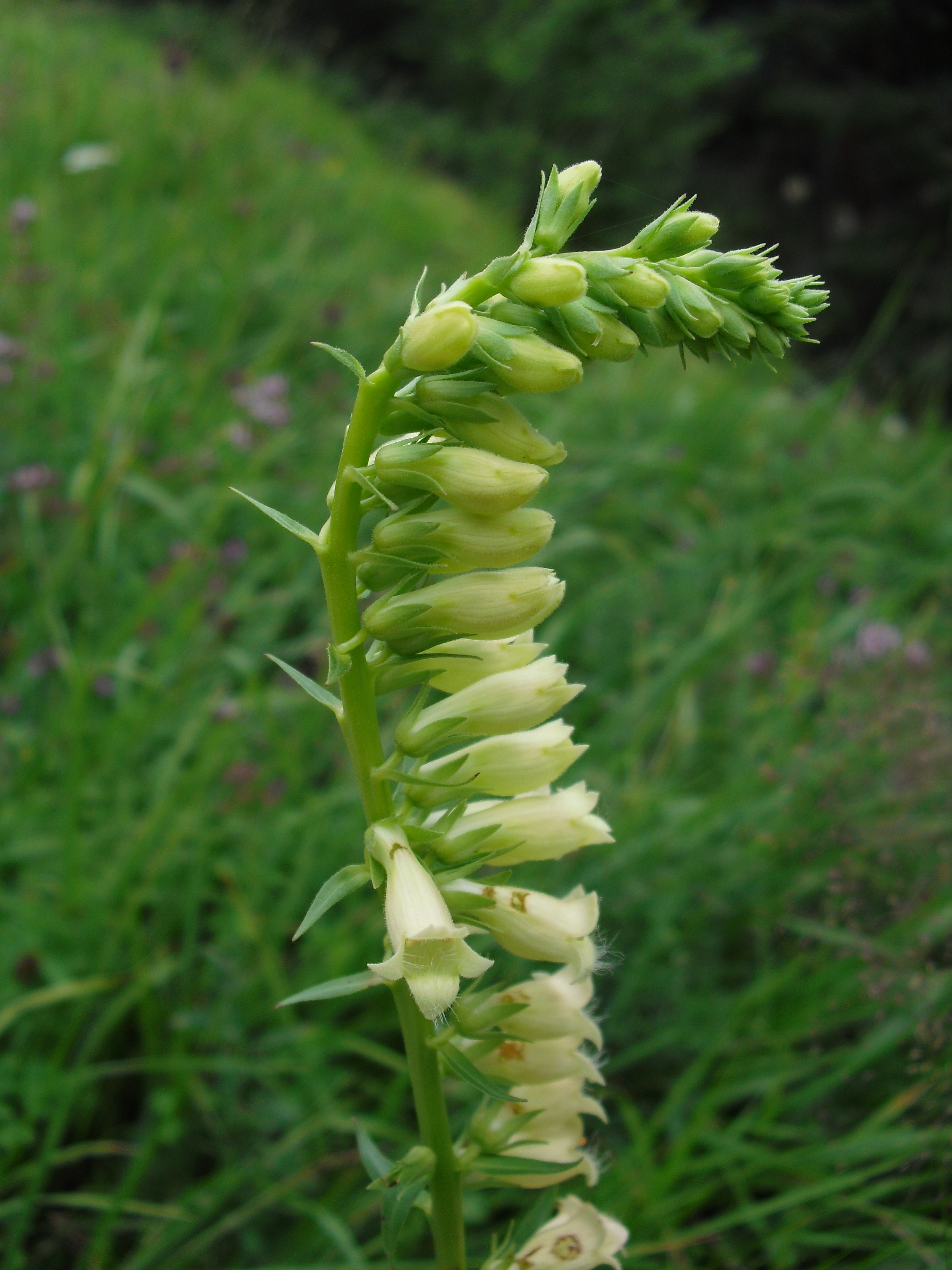
Digitale jaune, Digitalis lutea.

## Protection environnementale
Le lac fait partie d'une zone naturelle protégée, classée ZNIEFF de type 1 : Réserve du Néouvielle et vallons de Port-Bielh et du Bastan.

## Voies d'accès
Le barrage est accessible par la route en été, à ski depuis le domaine de la station de Saint-Lary-Soulan en hiver et en télésiège depuis le même domaine toute l'année. Un chemin mène au lac de l'Oule à partir du parking d'Artigusse à 1 593 mètres. Étymologiquement, l'artigusse signifie une artigue (une terre défrichée, un pâturage) de faible étendue.